# 닥터 이방인
《닥터 이방인》은 2014년 5월 5일부터 2014년 7월 8일까지 SBS에서 방영된 월화드라마로,
천재 탈북 의사가 한국 최고의 병원에서 근무하면서 의사 집단에 끼지 못하고 이방인으로 살아가는 이야기를 그린 드라마이다.
참고로, 전작인 《신의 선물 - 14일》의 최종회 방영일이 4월 22일이었고 후속작인 《닥터 이방인》 첫방송 날짜는
4월 28일 이였으나 각각 28일엔《신의 선물 - 14일, 그 이후》스페셜 편 4월 29일엔《궁금한 이야기 Y》 스페셜 편 방영으로 인해 한 주 늦은 2014년 5월 5일에 첫 방영을 하였다.

## 등장 인물

### 주요 인물
- 이종석 : 박훈 역 (아역 구승현) - 흉부외과의
- 진세연 : 한승희 역 (아역 서지희) - 마취의
- 박해진 : 한재준 역 (아역 김지훈) - 흉부외과 신임 과장
- 강소라 : 오수현 역 (아역 신수연) - 흉부외과의

### 명우대학병원 사람들
- 전국환 : 오준규 역 - 명우의료재단 이사장
- 최정우 : 문형욱 역 - 전임 흉부외과 과장
- 남명렬 : 최병철 역 - 병원장
- 김상호 : 양정한 역 - 흉부외과 무급 (특별출연)
- 황동주 : 금봉현 역 - 흉부외과 4년차 레지던트
- 이재원 : 김치규 역 - 흉부외과 1년차 레지던트
- 엄수정 : 민수지 역 - 스크럽 간호사 출신
- 한은선 : 은민세 역 - 마취과 임상강사
- 강태환 : 오상진 역 - 경영기획실장

### 병원 밖 사람들
- 천호진 : 장석주 역 - 국무총리
- 정인기 : 김태술 역
- 박해준 : 차진수 역 - 북한 대남공작부 요원
- 보라 : 이창이 역 - 탈북자
- 김용건 : 홍찬성 역 - 대통령 (특별출연)

### 그 외 인물
- 이아리 : 조미란 역 - 간호사
- 정혜인 : 여선희 역 - 간호사
- 한다은 : 이자연 역
- 황범식 : 림씨 역 - 브로커
- 오희준 : 북한 학생 역
- 유장영
- 김현정 : 북한 간호사 역
- ? : 송재희의 아버지 역
- 박성균 : 기자 역
- 정현석 : 기자 역
- 성병숙 : 이창이의 어머니 역
- 원종례 : 오상진의 어머니 역
- 이윤상 : 김 변호사 역 - 오준규 측 변호사
- ? : 정민 아버지 역
- 주동희 : 의사 역
- 하수호 : 병원 보안직원 역
- 추귀정 : 김은희 역 - 수현의 어머니
- 허선행 : 의사 역
- 손선근 : 국회의원 역
- 강문경 : 국회의원 역
- 송민서 : 김치규를 유혹하는 여자 역
- 최영 : 형사 역
- 전헌태 : 북한 고위 간부 역
- 김종호 : 국회의원 역
- 서광재 : 국회의원 역
- 이승형 : 청와대 비서실장 역
- 이광세 : 실향민 단체 회원 역
- 김지은 : 오준규의 비서 역
- 데이빗 노 : 닥터 얀 역
- 김상일 : 병원 직원 역
- 황금희 : 임산부 환자 역
- 공재원 : 병원 이사 역
- 장량 : 국제변호사 션 장 역
- 김민채 : 이성훈(한재준)의 어머니 역
- 안수호
- 권재환 : 이규은의 남편 역
- 이세랑 : 이규은 역 - 재철의 엄마, 의료사고 피해자
- 김지훈 : 재철 역[3] - 이규은의 아들
- 김재건 : 심장내과 전문의 역
- 이창 : 이성훈(한재준)의 아버지 역
- 조승연 : 혈액응고장애 환자 역
- 신영진 : 혈액응고장애 환자의 부인 역
- 이규섭 : 응급실 조폭환자 역
- 김건호 : 형사 역
- 여운복 : 정 부장 역 - 대통령의 경호부장
- 이정성
- 서민경

### 특별출연
- 김상중 : 박철 역 - 박훈의 아버지
- 이일화 : 이미숙 역 - 박훈의 어머니
- 김지영 : 정민 역 - 손가락이 부러진 아이
- 김기욱 : 조직 폭력배 역
- 박희본 : 약제실 송재희 역
- 김보미 : 김아영 역 - 김치규의 여동생, 승모판막협착증과 말판증후군 환자

## 시청률
최저 시청률과 최고 시청률은 시청률 조사회사와 지역별로 시청률에 차이가 있을 수 있습니다.
| 2014년      | 2014년      | 2014년         | 2014년       | 2014년         | 2014년       |
| 회차        | 방송일      | TNmS 시청률    | TNmS 시청률  | AGB 시청률     | AGB 시청률   |
| 회차        | 방송일      | 대한민국(전국) | 서울(수도권) | 대한민국(전국) | 서울(수도권) |
| ----------- | ----------- | -------------- | ------------ | -------------- | ------------ |
| 제1회       | 5월 5일     | 9.4%           | 11.6%        | 8.6%           | 9.5%         |
| 제2회       | 5월 6일     | 11.3%          | 13.7%        | 9.4%           | 9.9%         |
| 제3회       | 5월 12일    | 11.6%          | 13.6%        | 12.1%          | 13.3%        |
| 제4회       | 5월 13일    | 13.1%          | 16.2%        | 12.7%          | 13.3%        |
| 제5회       | 5월 19일    | 14.2%          | 18.1%        | 14.0%          | 15.6%        |
| 제6회       | 5월 20일    | 12.1%          | 15.0%        | 12.7%          | 14.3%        |
| 제7회       | 5월 26일    | 12.8%          | 15.8%        | 13.1%          | 14.8%        |
| 제8회       | 5월 27일    | 12.3%          | 15.1%        | 12.5%          | 14.1%        |
| 제9회       | 6월 2일     | 13.0%          | 16.1%        | 13.2%          | 14.7%        |
| 제10회      | 6월 3일     | 12.0%          | 14.8%        | 11.7%          | 12.9%        |
| 제11회      | 6월 9일     | 10.7%          | 13.5%        | 11.0%          | 12.4%        |
| 제12회      | 6월 10일    | 11.1%          | 14.1%        | 11.5%          | 12.7%        |
| 제13회      | 6월 16일    | 11.4%          | 13.6%        | 11.6%          | 13.1%        |
| 제14회      | 6월 17일    | 11.5%          | 13.6%        | 10.8%          | 12.3%        |
| 제15회      | 6월 23일    | 12.4%          | 15.2%        | 11.9%          | 13.6%        |
| 제16회      | 6월 24일    | 10.8%          | 12.4%        | 11.8%          | 13.4%        |
| 제17회      | 6월 30일    | 10.9%          | 12.7%        | 11.6%          | 13.3%        |
| 제18회      | 7월 1일     | 11.5%          | 12.8%        | 10.1%          | 11.2%        |
| 제19회      | 7월 7일     | 11.2%          | 13.7%        | 10.9%          | 12.3%        |
| 제20회      | 7월 8일     | 12.2%          | 14.2%        | 12.7%          | 14.6%        |
| 평균 시청률 | 평균 시청률 | 11.8%          | 14.3%        | 11.7%          | 13.1%        |

## 사운드트랙

### Part.1
| #  | 제목                 | 작사 | 작곡   | 재생 시간 |
| -- | -------------------- | ---- | ------ | --------- |
| 1. | 〈이방인〉 (바비 킴) | 진혁 | 김장우 | 3:42      |

### Part.2
| #  | 제목                          | 작사                  | 작곡                          | 재생 시간 |
| -- | ----------------------------- | --------------------- | ----------------------------- | --------- |
| 1. | 〈지금 만나러 가요〉 (이기찬) | 4번타자, 호세, 놈놈놈 | 4번타자, 호세, 놈놈놈, 권대희 | 4:05      |
| 2. | 〈지금 만나러 가요〉 (Inst.)  |                       | 4번타자, 호세, 놈놈놈, 권대희 | 4:05      |

### Part.3
| #  | 제목                        | 작사                | 작곡                | 재생 시간 |
| -- | --------------------------- | ------------------- | ------------------- | --------- |
| 1. | 〈이렇게 좋은 날〉 (전혜원) | 4번타자, 호세, 휴우 | 4번타자, 호세, 주호 | 3:36      |
| 2. | 〈이렇게 좋은 날〉 (Inst.)  |                     | 4번타자, 호세, 주호 | 3:36      |

### Part.4
| #  | 제목                            | 작사 | 작곡                    | 재생 시간 |
| -- | ------------------------------- | ---- | ----------------------- | --------- |
| 1. | 〈내일이 안 올 것처럼〉 (지오)  | 김원 | 김원, 별나라 언니, 지오 | 3:50      |
| 2. | 〈내일이 안 올 것처럼〉 (Inst.) |      | 김원, 별나라 언니, 지오 | 3:50      |

### Part.5
| #  | 제목                 | 작사   | 작곡   | 재생 시간 |
| -- | -------------------- | ------ | ------ | --------- |
| 1. | 〈니가내가〉 (민아)  | 김장우 | 김장우 | 2:50      |
| 2. | 〈니가내가〉 (Inst.) |        | 김장우 | 2:50      |

### Part.6
| #  | 제목                        | 작사 | 작곡                         | 재생 시간 |
| -- | --------------------------- | ---- | ---------------------------- | --------- |
| 1. | 〈Because Of You〉 (박정아) | 휴우 | 신사동 호랭이, 4번타자, 호세 | 3:28      |
| 2. | 〈Because Of You〉 (Inst.)  |      | 신사동 호랭이, 4번타자, 호세 | 3:28      |

## 수상
- 2014년 코리아드라마페스티벌 여자 우수상 - 강소라
- 2014년 에이판 스타 어워즈 여자 인기스타상 - 진세연
- 2014년 SBS 연기대상 10대 스타상, 특별상 - 이종석

## 동시간대 드라마
- KBS 월화드라마

《빅맨》 (2014년 4월 28일 ~ 2014년 6월 17일)
《트로트의 연인》 (2014년 6월 23일 ~ 2014년 8월 12일)
- MBC 월화드라마

《트라이앵글》 (2014년 5월 5일 ~ 2014년 7월 29일)